# Цазин
Цазин је градско насеље и сједиште истоименог града у сјеверозападном делу Босне и Херцеговине, на раскрсници путева који воде од Бихаћа према Великој Кладуши, сусједној Хрватској и даље према западној Европи, затим преко Раковице према Јадранском мору и југозападно преко Босанске Крупе према Бањој Луци, Тузли и даље према истоку.
Према подацима пописа становништва 2013. године, у Цазину је пописано 13.863 лица.

## Историја
Подручје Цазина било је насељено још у праисторијском добу. На локалитетима Стијена, Селиште, Градина и Чунгар пронађени су остаци разних предмета од костију, камена, глине и бакра који потичу из праисторијског доба.

### Други свјетски рат
Крајем јула 1941. године у селу Рујници срез Цазин дошли су наоружани муслимани усташе и похапсили велики број Срба. Тада су из Рујнице одвели у Цазин 450, а из Врсте 300 Срба. Они Срби који су одведени у Цазин задржани су неколико дана у затвору у којем су тучени и мучени. Једног дана су их голе свукли и извели из затвора одвели на Бијело брдо близу Бихаћа, побили и након тога закопали а њихово одјело усташе су између себе подијелиле.
Злочин над Србима цазинског краја започеле су муслиманске усташе 2. августа 1941. године. Садизам који су Химзо Хаџић и Але Омановић са својим сатнијама показали тог дана у непрекидном деветочасовном убијању Срба на Мацином долу тешко је описати. Жртве су мрцварене ножевима, маљевима, лопатама вилама и чиме још не па сурване низ литицу у понор. Хоџа Бећир Барић упао је са својим крвницима у село Мајостра и заклао 41 одраслог Србина. Неколико дана касније опет је упао у то село покупио 60 жена и 99 деце и заклао их у оближњој шуми. Исти тај хоџа је са својим крвницима у селу Зоралићи у кући Илије Трбојевића затворио 10 жена и деце и све их запалио.
У цазинском срезу у селу Рујници постојале су двије српске цркве, нова саграђена од тврдог материјала и стара подигнута од дрвене грађе. Стару цркву муслимани су запалили и она је изгорјела до темеља, нову су извесно време употребљавали за своју школу и канцеларије, па су и њу касније срушили.

## Становништво
|                      | 2013.           | 1991.            | 1981.           | 1971.           | 1961.         |
| Укупно               | 13 863 (100,0%) | 12 203 (100,0%)  | 1 924 (100,0%)  | 1 253 (100,0%)  | 795 (100,0%)  |
| Бошњаци              | 12 938 (93,33%) | 11 536 (94,53%)1 | 1 601 (83,21%)1 | 1 061 (84,68%)1 | 305 (38,36%)1 |
| Босанци              | 435 (3,138%)    | –                | –               | –               | –             |
| Хрвати               | 175 (1,262%)    | 95 (0,778%)      | 45 (2,339%)     | 66 (5,267%)     | 133 (16,73%)  |
| Неизјашњени          | 113 (0,815%)    | –                | –               | –               | –             |
| Муслимани            | 69 (0,498%)     | –                | –               | –               | –             |
| Босанци и Херцеговци | 64 (0,462%)     | –                | –               | –               | –             |
| Остали               | 24 (0,173%)     | 168 (1,377%)     | 9 (0,468%)      | 4 (0,319%)      | –             |
| Срби                 | 10 (0,072%)     | 129 (1,057%)     | 75 (3,898%)     | 97 (7,741%)     | 240 (30,19%)  |
| Албанци              | 10 (0,072%)     | –                | –               | –               | –             |
| Словенци             | 8 (0,058%)      | –                | 3 (0,156%)      | 5 (0,399%)      | 6 (0,755%)    |
| Непознато            | 6 (0,043%)      | –                | –               | –               | –             |
| Југословени          | 5 (0,036%)      | 275 (2,254%)     | 186 (9,667%)    | 17 (1,357%)     | 108 (13,58%)  |
| Црногорци            | 3 (0,022%)      | –                | –               | 1 (0,080%)      | 1 (0,126%)    |
| Роми                 | 3 (0,022%)      | –                | –               | –               | –             |
| Мађари               | –               | –                | 5 (0,260%)      | 2 (0,160%)      | 2 (0,252%)    |

1. 1 На пописима од 1971. до 1991. Бошњаци су пописивани углавном као Муслимани.